# Veng (parochie)
Veng is een parochie van de Deense Volkskerk in de Deense gemeente Skanderborg. De parochie maakt deel uit van het bisdom Århus en telt 996 kerkleden op een bevolking van 1129 (2004).
Historisch maakt de parochie deel uit van de herred Hjelmslev. In 1970 werd de parochie opgenomen in de nieuwe gemeente Hørning. Deze ging in 2007 op in de vergrote gemeente Skanderborg.
Åby · Adslev · Agri · Aidt · Albæk · Albøge · Alderslyst · Alling · Alrø · Ålsø · Ålum · Anholt · Århus Domsogn · Årslev · Asferg · Astrup · Auning · Balle · Beder · Besser · Bjerager · Blegind · Borum · Borup · Brabrand · Brædstrup · Bregnet · Bryrup · Christians · Dalbyneder · Dalbyover · Dallerup · Døstrup · Dover · Dråby · Dronningborg · Ebdrup · Ebeltoft · Egå · Egens · Ejstrup · Elev · Ellevang · Elsted · Endelave · Enghøj · Enslev · Enslev · Essenbæk · Estruplund · Falling · Falslev · Fårup · Fårup · Fausing · Feldballe · Fjellerup · Foldby · Føvling · Fredens · Fruering · Fuglslev · Funder · Galten · Gammel Rye · Gangsted · Gassum · Gellerup · Gerning · Gimming · Ginnerup · Gjerlev · Gjern · Gjerrild · Gjesing · Glenstrup · Glesborg · Gludsted Kirkedistrikt · Gødvad · Gosmer · Grædstrup · Granslev · Grenaa · Grensten · Gylling · Hadbjerg · Hadsten · Hald · Haldum · Halling · Halling · Hammel · Hammelev · Hampen Kirkedistrikt · Handrup Kirkedistrikt · Hansted · Harlev · Harridslev · Hasle · Haslund · Hatting · Haurum · Helgenæs · Helligånds · Helstrup · Hem · Hemmed · Hjortshøj · Hobro · Hoed · Holbæk · Holme · Homå · Hørby · Hornbæk · Hørning · Hørning · Hornslet · Houlbjerg · Hundslund · Hvilsager · Hvilsom · Hvilsted · Hvornum · Hvorslev · Hylke · Hyllested · Kærby · Karlby · Kastbjerg · Kastbjerg · Kasted · Kattrup · Klostersogn · Klovborg · Knebel · Koed · Kolby · Kolind · Kolt · Kousted · Kragelund · Kristrup · Krogsbæk · Lading · Læsten · Langå · Langenæs · Låsby · Laurbjerg · Lem · Lemming · Lerbjerg · Lime · Linå · Linde · Lisbjerg · Lundum · Lyngå · Lyngby · Lyngby · Lystrup · Malling · Mariager · Marie Magdalene · Mariehøj · Mårslet · Mejlby · Mellerup · Mesing · Møllevang · Mørke · Mygind · Nebel · Nim · Nødager · Nølev · Nørager · Nørbæk · Nordby · Nørre Galten · Nørre Onsild · Nørre Snede · Odder · Ødum · Øls · Ølst · Ølsted · Onsbjerg · Ormslev · Ørridslev · Ørsted · Ørting · Ørum · Ørum · Østbirk · Øster Alling · Øster Bjerregrav · Øster Tørslev · Øster Velling · Over og Neder Hadsten · Ovsted · Råby · Randlev · Råsted · Ravnsbjerg · Rimsø · Risskov · Røgen · Rolsø · Rosmus · Rud · Ry · Sabro · Saksild · Sall · Sankt Andreas · Sankt Clemens · Sankt Johannes · Sankt Lukas · Sankt Markus · Sankt Mortens · Sankt Pauls · Sankt Peders · Sejling · Sejs-Svejbæk · Sem · Serup · Silkeborg · Sinding · Sjelle · Skåde · Skader · Skæring · Skanderborg · Skanderborg Slotssogn · Skannerup · Skarresø · Skejby · Skelager · Skivholme · Skjellerup · Skjød · Skjoldhøj · Skjørring · Skødstrup · Skørring · Skorup · Skovby · Snæbum · Søby · Søby · Sødring · Søften · Sønder Årslev · Sønder Onsild · Sønder Vinge · Sønder Vissing · Sønderbæk · Sønderbro · Søvind · Spentrup · Spørring · Sporup · Stenvad · Stilling · Stjær · Storring · Støvring · Svenstrup · Svostrup · Tamdrup · Tåning · Tånum · Them · Thorsager · Thorsø · Tilst · Tirstrup · Tiset · Todbjerg · Tolstrup · Tønning · Torrild · Torsted · Torup · Tøstrup · Træden · Tranbjerg · Tranebjerg · Trige · Tulstrup · Tulstrup · Tunø · Tved · Tvede · Tvilum · Tyrsted · Tyrsting · Udby · Udbyneder · Ulstrupbro · Underup · Uth · Vær · Værum · Vedslet · Veggerslev · Vejerslev · Vejlby · Vejlby · Vejlby · Vellev · Veng · Vester Alling · Vester Tørslev · Vester Velling · Viby · Villersø · Vindblæs · Vinding · Virklund · Virring · Vissing · Vistoft · Vitten · Vitved · Vivild · Voel · Voer · Voerladegård · Voldby · Voldby · Voldum · Vor Frelser · Vor Frue · Vorup · Vrads · Yding